# Hagström Automatic
Futurama Corvette Automatic är en elgitarr som producerades av Hagström mellan åren 1963 och 1965 på begäran av Ben Davis, ägaren till distributören Selmer i London. Endast 199 exemplar tillverkades och såldes exklusivt av Selmer i Storbritannien.
Automatik kombinerade egenskaper från Impala och Corvette men hade en del egna designdrag. Nederdelen av kroppen (den del som är längst bort från halsen) var rakare och saknade Impalans och Corvettens "S-kurva";  kontrolluppsättningen var annorlunda och gitarrena hade den äldre Speed-O-Matic greppbrädan. Gitarren var överlag mycket lik Fender Jazzmaster.